# 霍姆斯海崖 (瑪麗伯德地)
74°59′S 133°43′W / 74.983°S 133.717°W
霍姆斯海崖（英語：Holmes Bluff）是南極洲的海崖，位於瑪麗伯德地，處於德馬斯山脈北端，由美國研究隊發現，以氣象學家命名，現時由南極條約體系管理。